# 대한민국 민법 제184조
대한민국 민법 제184조는 시효의 이익의 포기 기타에 대한 민법 총칙상 조문이다.

## 조문
제184조(시효의 이익의 포기 기타) (1) 소멸시효의 이익은 미리 포기하지 못한다.
(2) 소멸시효는 법률행위에 의하여 이를 배제, 연장 또는 가중할 수 없으나 이를 단축 또는 경감할 수 있다.

第184條(時效의 利益의 抛棄 其他) ① 消滅時效의 利益은 미리 抛棄하지 못한다.
②消滅時效는 法律行爲에 依하여 이를 排除, 延長 또는 加重할 수 없으나 이를 短縮 또는 輕減할 수 있다.

## 비교 조문
일본민법 제146조 (시효의 이익의 포기) 시효의 이익은 미리 포기할 수 없다.

## 해설
시효제도는 본래 계속된 사실상태를 존중하여는 공적제도이므로 개인의 의사에 의해 미리 배척할 수 있게 하는 것은 부당하고 채권자가 채무자의 궁박을 이용하여 미리 소멸시효의 이익을 포기시킬 소지가 있어 본 조처럼 미리 시효이익을 포기하는 것을 금하고 있다. 따라서 소멸시효의 배제, 시효기간의 연장이나 가중하는 특약은 무효이나 단축 경감하는 특약은 유효하다

### 소멸시효 완성 후의 포기
시효완성의 이익포기의 의사표시를 할 수 있는 자는 시효완성의 이익을 받을 당사자 또는 대리인에 한정된다고 할 것이고, 그 밖의 제3자가 시효완성의 이익 포기의 의사표시를 하였다 하더라도 이는 시효완성의 이익을 받을 자에 대한 관계에서 아무 효력이 없다 채권이 법정기간의 경과로 인하여 소멸시효로 소멸된다는 것은 보통 일반적으로 아는 것이라고 인정될 수 있는 것이므로, 채무자가 시효완성 후에 채무의 승인을 한 때에는 일응 시효완성의 사실을 알고 그 이익을 포기한 것이라 추정할 수 있다
시효이익의 포기는 상대적으로 그 효력이 발생하므로 주채무자의 시효이익의 포기는 보증인에 대하여는 그 효력이 없고, 채무자가 시효이익을 포기하더라도 저당부동산의 제3취득자에게는 효력이 없다
채무자가 소멸시효 완성 후에 채권자에 대하여 채무를 승인함으로써 그 시효의 이익을 포기한 경우에는 그때부터 새로이 소멸시효가 진행한다

## 참고 문헌
- 오현수, 일본민법, 진원사, 2014. ISBN 9788963463452
- 오세경, 대법전, 법전출판사 , 2014 ISBN 9788926210277
- 이준현 , LOGOS 민법 조문판례집, 미래가치, 2015. ISBN 9791155020869

## 같이 보기
- 대한민국 민법 제177조